# グランサンクタス淀屋橋
グランサンクタス淀屋橋 (ぐらんさんくたすよどやばし、英語表記 : GRAN SANCTUS YODOYABASHI) は大阪府大阪市中央区にある集合住宅。下層が大正時代、上層が平成時代に建築された。グッドデザイン賞、大阪都市景観建築賞受賞。

## 沿革・概要
旧大阪農工銀行ビルは建築家・辰野金吾が創立した辰野片岡建築事務所の設計により1918年に竣工。当初は、近い時期の辰野の作品である大阪市中央公会堂やオペラ・ドメーヌ 高麗橋などと同様に、赤レンガの外壁が特徴であった。1929年、東側の三休橋筋が拡幅されるため、建築家・國枝博によって改修された。その際、アラベスク模様のテラコッタが特徴的なクリーム色の外観に一新された。
1968年からは八木通商の本社として使用されてきたが、2010年、オリックス不動産が建物を入手し、「曳家工法」で外壁部分を再利用する計画が進められた。2011年、鹿島建設が建物の解体に着手。2012年9月、3回にわたる保存外壁の曳家を完了。2013年7月、上層部竣工。全60戸の集合住宅が販売された。正面部分 (ファサード) にイスラーム建築に見られる唐草模様やアラベスク文様が施され、コーナー曲線が保存されている。

## 表彰
- 2013年度グッドデザイン賞[5]
- 大阪都市景観建築賞　第３５回奨励賞[6]

## 近隣施設
- トレードピア淀屋橋
- オペラ・ドメーヌ 高麗橋
- 適塾
- 日本基督教団浪花教会